# Rospentek
Rospentek o Rospentek Aike  es una localidad del departamento Güer Aike en el extremo suroeste de la provincia de Santa Cruz, Argentina. El pueblo de Rospentek Aike nace a partir de la instalación de una estancia en esa zona. Existe en el lugar una guarnición militar del Ejército Argentino.
Se encuentra en el km 369 de la Ruta Nacional 40, y en el comienzo de la Ruta Nacional 293 hacia el paso internacional Laurita - Casas Viejas, con Chile.
Las localidades más cercanas son: El Turbio a unos siete km al sureste; Veintiocho de Noviembre; Julia Dufour y Río Turbio a unos 16,5 km al noroeste; mientras que a unos 23 km lineales hacia el oeste se ubica, en Chile, la ciudad de Puerto Natales.

## Guarnición de Ejército «Rospentek»
La Guarnición de Ejército «Rospentek» (Guar Ej Rospentek) es la base más austral del Ejército Argentino y aloja al Regimiento de Infantería Mecanizado 35 «Coronel Manuel Dorrego» y al Escuadrón de Exploración de Caballería Blindado 11 «Coronel Juan Pascual Pringles». Además, se dispone del Campo de Instrucción «Estancia Primavera».
Normalmente comparte las fiestas patrias con la comunidad local. También recibe visitas de unidades del Ejército de Chile.
El RI Mec 35 acostumbra a pintar su nombre en una montaña que rodea a la guarnición.

## Población
Contó con 677 habitantes (Indec, 2010), de los cuales fueron 233 mujeres y 444 hombres; lo que representó un incremento del 30% frente a los 519 habitantes (Indec, 2001) del censo anterior.
El censo 2022 registró una población de 252 habitantes que se repartieron entre 129 hombres y 123 mujeres. Sin embargo, las cifras obtenidas fueron estimativas solo teniendo en cuenta a la población en viviendas particulares; es decir, excluyendo del dato a la población institucional y las personas sin hogar.Gracias a este censo también fue posible conocer su densidad y tamaño urbano.
| Gráfica de evolución demográfica de Rospentek entre 1991 y 2022 |
|                                                                 |
| Fuente: Censos nacionales del INDEC                             |